# Noaptea de Sânziene
A nu se confunda cu Nopțile de Sânziene de  Mihail Sadoveanu
Noaptea de Sânziene (franceză: Forêt interdite) este un roman apărut în anul 1955 de Mircea Eliade. Povestea are loc în perioada 1936 - 1948 în mai multe orașe europene. Personajul principal este Ștefan Viziru, un român aflat într-o căutare spirituală. Cartea a fost scrisă între anii 1949 și 1954. Eliade considera Noaptea de Sânziene ca fiind cel mai bun roman al său. Romanul conține mai multe elemente și teme care apar și în lucrările sale științifice, cum ar fi ritualuri de inițiere și timp sacru.
Romanul a fost publicat pentru prima oară în traducere franceză în 1955, sub titlul Forêt Interdite și în română în original în 1971. O traducere în limba engleză a fost publicată în 1978.

## Traduceri
Romanul Noaptea de Sânziene a fost tradus în mai multe limbi străine:
- engleză (The Forbidden Forest, University of Notre Dame Press, 1978; traducere de Mac Linscott Ricketts și Mary Park Stevenson)
- estonă (Jaaniöö, Kupar, Tallinn, 1995; traducere de Riina Jesmin),[3]
- japoneză (Yōseitachi no yoru, 2 vol., Sakuhinsha, Chiyoda, Tokyo, 1996; traducere de Haruya Sumiya),[4][5][6]
- slovacă (Svätojánska noc, Dilema, Bratislava, 2000; traducere de Jana Páleníková),[7]
- cehă (Svatojánská noc, Editura Academia, Praga, 2019; traducere de Jiří Našinec, prefață de Sorin Alexandrescu)[8] etc.

## Adaptări
Pentru Radio: Elena Ene [Drăghici-Vasilescu]; https://elenaenedvasilescu.wordpress.com/, Ieșirea din Labirint, adaptare radiofonică după Noaptea de Sânziene și Încercarea Labirintului, romanul lui Mircea Eliade, respectiv cartea lui de convorbiri cu Claude-Henri Rocquet. Piesa este menționată în Cristina Scarlat, Mircea Eliade, hermeneutica spectacolului, vol. 2, Iași: Timpul, 2008, Regia artistică: Titel Constantinescu. În distribuție: Irina Petrescu, Irina Mazanitis, Florin Anton, Ion Pavlescu, Rodica Sanda Țuțuianu, Petre Dinuliu, Nicolae Crișu. Premiera radiofonică 13 iulie 1993; se transmite des pe programul România Cultural – una din dățile când am ascultat piesa a fost 17 iunie 2021. Adaptarea este mentionată și în Georgeta Răboj, Dan Oprina, Monica Patriciu, Magda Duțu, Domnica Țundrea-Gheorghiu; Vasile Manta, Teatrul National Radiofonic, vol. 2 (1973-1993), București: Editura Casa Radio, 1998, p. 186. 
A se vedea, de asemenea, Elena Ene [Drăghici-Vasilescu]; https://elenaenedvasilescu.wordpress.com/, Ieșirea din Labirint, adaptare radiofonică de Elena Ene după Noaptea de Sânziene - Teatru Radiofonic Online https://arhiva.teatruradiofonic.com. Înregistrare din 13 iulie 1993.
Romanul  Noaptea de Sânziene a constituit sursa de inspirație pentru poemul muzical The Forbidden Forest – Homage to Mircea Eliade  (2021)  a lui Șerban Nichifor.  

## Legături externe
- Noaptea de Sânziene la Good Reads.com

## Vezi și
- Sânziene